# Wilson Rodrigues de Moura Júnior
Wilson Rodrigues de Moura Júnior, genannt Wilson, (* 31. Januar 1984 in Santo André) ist ein ehemaliger brasilianischer Fußballtorwart.

## Karriere
Wilson startete seine Laufbahn in der Jugendmannschaft vom CR Flamengo in Rio de Janeiro. Obwohl er alle Jugendmannschaften des Klubs bis zur U-20 durchlief, schaffte er den Sprung in den Profikader nicht. Der Spieler erhielt zwar einen entsprechenden Vertrag, wurde aber an unterklassige Klubs ausgeliehen. Im Rahmen eines Leihgeschäftes kam Wilson 2007 zum Figueirense FC, welcher in der Saison in der Série A spielte. Gleich in seiner ersten Saison avancierte er hier zum Stammspieler. Am 12. Mai 2007 bestritt er in der Série A 2007 sein erstes Spiel als Profi gegen den Athletico Paranaense. Das Spiel endete 3:6. In dem Jahr trat er auch das erste Mal an. Bei der Copa Sudamericana 2007 spielte er am 16. August gegen den FC São Paulo. 2009 wurde er fest von dem Klub verpflichtet und verließ diesen Ende 2012 nach einem Rechtsstreit um ausstehende Gehälter.
Zur Saison 2013 ging Wilson zum EC Vitória. Im Juni 2015 kam er zum Coritiba FC. Von hier wurde Wilson im September 2019 bis Jahresende an Atlético Mineiro ausgeliehen. Danach kehrte er im Januar 2021 zu Coritiba zurück. Im März 2022 wechselte der Spieler wieder zu Figueirense. Im November des Jahres verlängerte der Klub seinen Vertrag bis Jahresende 2023. Danach beendete er seine aktive Laufbahn.

## Erfolge
Figueirense
- Staatsmeisterschaft von Santa Catarina: 2008

Vitória
- Staatsmeisterschaft von Bahia: 2013

Coritiba
- Staatsmeisterschaft von Paraná: 2017